# Euphorbia microsphaera
Euphorbia microsphaera är en törelväxtart som beskrevs av Pierre Edmond Boissier. Euphorbia microsphaera ingår i släktet törlar, och familjen törelväxter. Inga underarter finns listade i Catalogue of Life.